# TTT Rīga
La sezione di pallacanestro femminile dello Sporta Klubs Rīga è conosciuta come TTT Rīga o, in passato, come Daugava Rīga. È stato il club più importante d'Europa, avendo vinto 19 titoli continentali, e il principale dell'Unione Sovietica fino alla fine degli anni ottanta. Dopo aver cessato l'attività alla dissoluzione dello stato sovietico, nel 1999 è stata ricostituita e oggi partecipa alla LSBL, massimo campionato della Lettonia.
L'abbreviazione TTT deriva dal nome russo Трамвайно-Троллейбусный Трест (Compagnia dei Tram e Filobus) In origine era quindi un club che operava all'interno della compagnia di trasporti di Riga.

## Storia

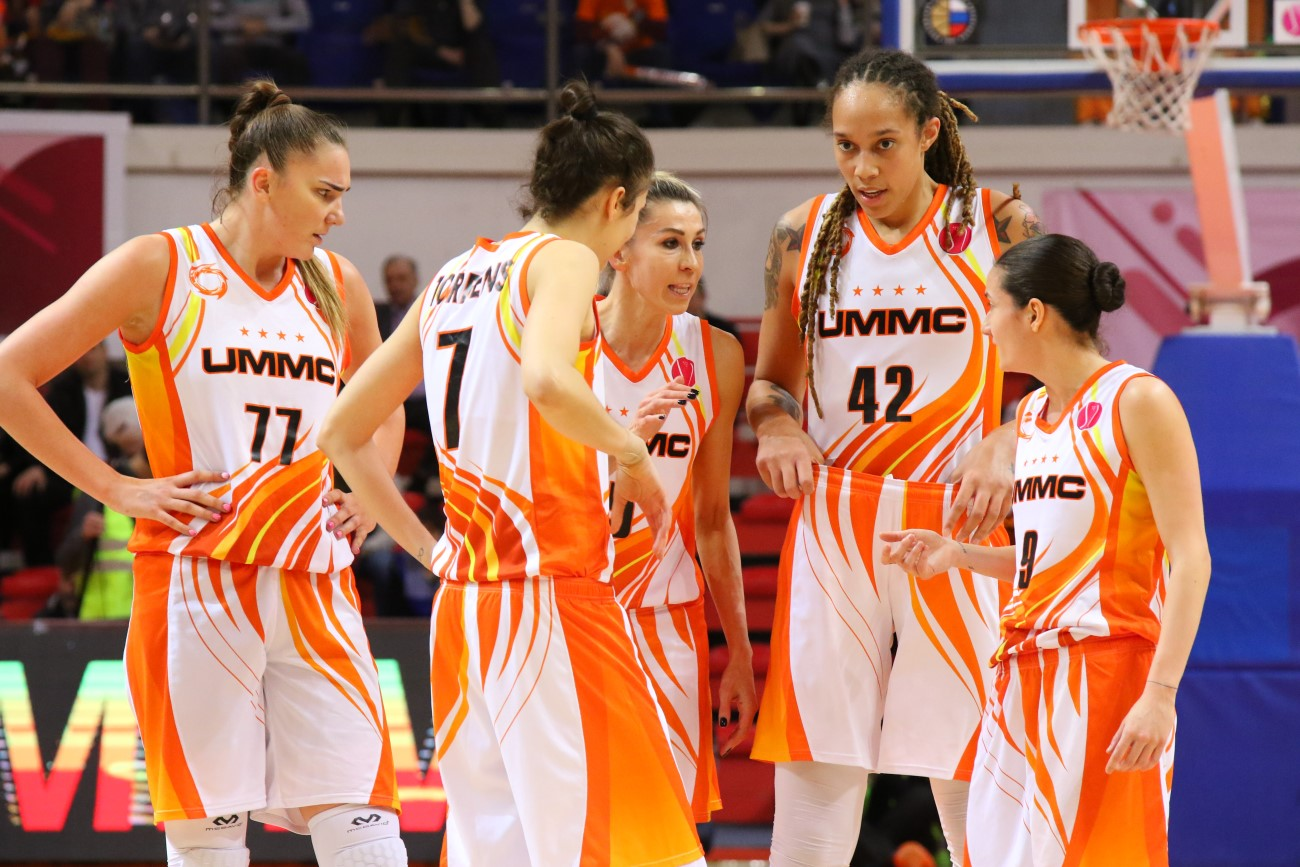
Giocatrici del TTT Rīga nel 2019

La TTT Rīga giocò la sua prima partita ufficiale il 5 novembre 1958. Guidato dal famoso cestista e allenatore lettone Oļģerts "Bohums" Altbergs, il TTT Riga conquistò il suo primo titolo europeo nel 1960, vincendo la Coppa dei Campioni per club femminili (dal 1992 nota come Euroleague Women). Dzidra Uztupe-Karamiseva, Vita Silina-Luka (Karpova), Dzintra Kiepe-Baka e altre giocatrici dell'epoca portarono il basket femminile a nuovi livelli. Dal 1960 al 1987 la Daugava Rīga ha vinto tutto ciò che poteva conquistare nella pallacanestro femminile: 21 titoli di campione dell'Unione Sovietica e 19 di campione d'Europa. La giocatrice più rappresentativa era Ul'jana Semënova, che era anche una delle stelle della nazionale sovietica.
La fine degli anni '80 e '90 hanno segnato un declino del club un tempo famoso. Nel 1987 vinse la Coppa Ronchetti sotto la guida dell'allenatore Andris Purkalns, ma le migliori cestiste lettoni, inclusa Ul'jana Semënova, furono costrette a continuare la loro carriera professionistica in Francia, Spagna e Italia. La crisi che coinvolse la Lettonia in seguito all'indipendenza, coinvolse anche la Daugava, che si sciolse.  Solo dopo 10 anni, grazie all'intervento dello Sporta Klubs Rīga, la squadra femminile venne ricostituita nel 1999. Dopo aver giocato nella Coppa Liliana Ronchetti nel 2001, il TTT Riga ritornò nel circuito internazionale solo cinque anni dopo.
L'autunno del 2006 fu un punto di svolta nella storia del club: una nuova proprietà e una nuova gestione lanciarono un progetto a lungo termine per unire le migliori atlete lettoni sotto il famoso nome del club, ingaggiando anche le prime giocatrici stranieri (fra cui la brasiliana e star della WNBA Iziane Castro Marques). Nella primavera del 2007 il TTT Riga, dopo un anno di silenzio, riconquistò il titolo nazionale lettone e chiese di oartevipare alla EuroLeague Women.

## Palmarès
- EuroLeague Women: 18

1960, 1961, 1962, 1964, 1965, 1966, 1967, 1968, 1969, 1970, 1971, 1972, 1973, 1974, 1975, 1977, 1981, 1982
- Coppa Ronchetti: 1

1986-1987
- Campionato sovietico femminile di pallacanestro: 21

1960, 1961, 1962, 1964, 1965, 1966, 1968, 1969, 1970, 1971, 1972, 1973, 1975, 1976, 1977, 1979, 1980, 1981, 1982, 1983, 1984
- Lega di pallacanestro femminile dell'Europa orientale: 2

2016, 2019
- Campionato lettone femminile di pallacanestro: 6

2001, 2002, 2003, 2004, 2005, 2007.

## Formazioni
- TTT Rīga 2006-2007
- TTT Rīga 2007-2008